# 阿兰图赖
阿兰图赖（Alanthurai），是印度泰米尔纳德邦Coimbatore县的一个城镇。总人口7173（2001年）。

## 人口
该地2001年总人口7173人，其中男性3554人，女性3619人；0—6岁人口810人，其中男379人，女431人；识字率55.28%，其中男性为64.32%，女性为46.39%。